# Ari Ne'eman
Ari Daniel Ne'eman (East Brunswick, 10 de dezembro de 1987) é um ativista estadunidense do movimento das pessoas com deficiência e um dos fundadores da Autistic Self Advocacy Network (ASAN).
Ne'eman fundou a ASAN em 2006 e ganhou notoriedade na segunda metade da década de 2000 por fazer oposição a campanhas negativas sobre autismo. Em 2010, passou a servir o conselho de deficiência do Senado dos Estados Unidos,. cargo que exerceu até 2015.